# تپه پشت داریل
تپه پشت داریل مربوط به دوران پیش از تاریخ ایران باستان است و در شهرستان دلفان، بخش مرکزی، روستای الفت آباد واقع شده و این اثر در تاریخ ۲۵ اسفند ۱۳۸۰ با شمارهٔ ثبت ۵۰۶۹ به‌عنوان یکی از آثار ملی ایران به ثبت رسیده است.